# Valle de Chevreuse
El Valle de Chevreuse (en francésː Vallée de Chevreuse) es el valle del río Yvette en los departamentos de Yvelines y Essonne.
Engloba los municipios alrededor de Chevreuse (Saint-Rémy-lès-Chevreuse, Choisel, Dampierre, etc.) dentro del Parque Natural Regional del Alto Valle de Chevreuse y municipios aguas abajo hasta Palaiseau: Gif-sur-Yvette, Bures-sur-Yvette, Orsay, Villebon-sur-Yvette, etc.
El término "valle de Chevreuse" se utiliza principalmente para referirse a la parte alta, que se extiende desde Lévis-Saint-Nom hasta Gif-sur-Yvette. Esta zona es la más rural, mejor conservada y más pintoresca en la actualidad. Pertenece al país tradicional del Pays d'Yveline y, por lo tanto, estaba bajo la jurisdicción del condado de Montfort-l'Amaury (que se unió a la Corona de Francia solo en 1547) en el pasado. Por lo tanto, posee su propia cultura local y representa el corazón del Pays d'Yveline donde esta cultura está mejor conservada y más arraigada. Se caracteriza por su arquitectura tradicional de piedra de molino, un relieve muy marcado y una importante cobertura forestal.
La baja valle marca la entrada al Hurepoix y anteriormente estaba dirigida por los señores de Montlhéry. Está muy integrada en la región de Île-de-France, con la que comparte una cultura histórica fuertemente urbanizada, y forma parte de la unidad urbana de París. Está conectada por la línea de ferrocarriles RER B que da servicio al área metropolitana parisina y une a 41 municipios.  La altitud es muy baja y la pendiente de las colinas es baja. Por todas estas razones, los municipios que la componen generalmente no se consideran parte del valle.

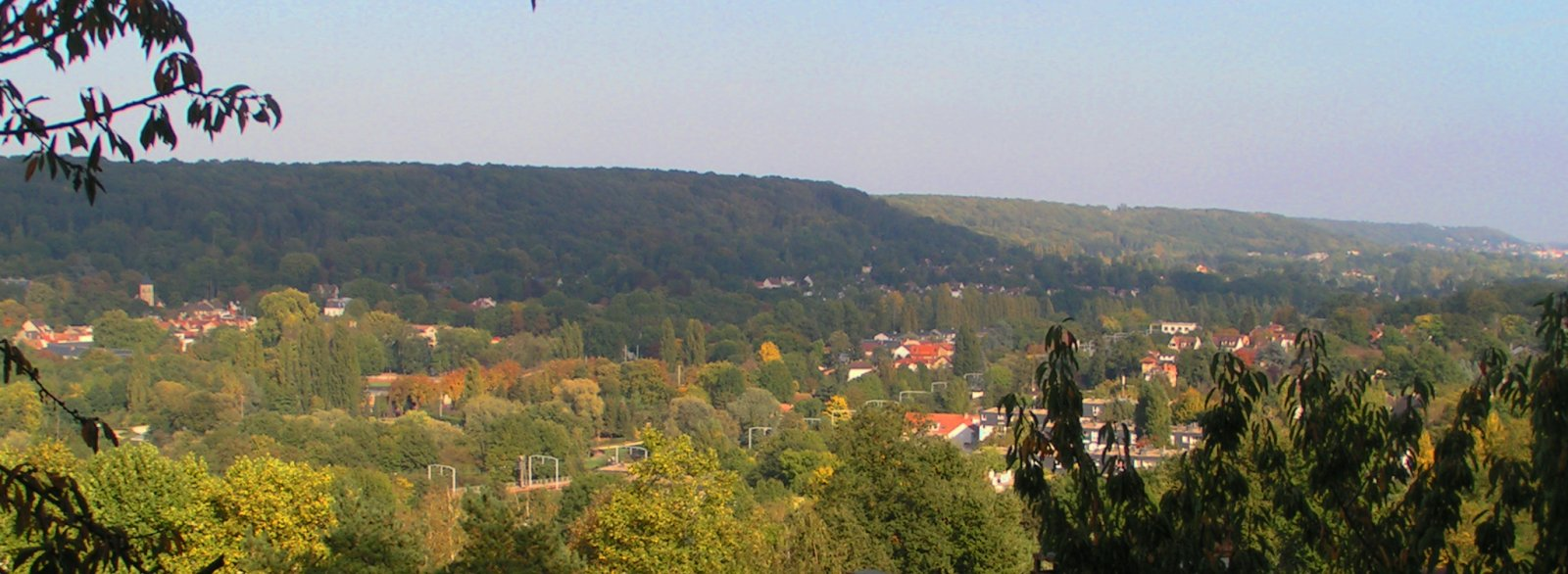
Valle de Chevreuse en Gif-sur-Yvette.